# Discografia di Aron Can
La discografia di Aron Can, rapper e cantante islandese, è costituita da cinque album in studio e oltre venti singoli.

## Album in studio
| Anno                                                         | Titolo e dettagli | Classifiche | Unità | Certificazioni |
| Anno                                                         | Titolo e dettagli | ISL         | Unità | Certificazioni |
| ------------------------------------------------------------ | --- | ----------- | ----- | -------------- |
| 2016                                                         | Þekkir stráginn - Pubblicato: 5 maggio 2016 - Etichetta: Sony Denmark A/S - Formato: CD, download digitale, streaming            | —           | 3 605 |                |
| 2017                                                         | Ínótt - Pubblicato: 28 aprile 2017 - Etichetta: Sony Denmark A/S - Formato: CD, download digitale, streaming                     | —           | 4 525 |                |
| 2018                                                         | Trúpíter - Pubblicato: 25 maggio 2018 - Etichetta: Trúpíter, Sticky - Formato: Download digitale, streaming                      | 1           | 1 980 |                |
| 2021                                                         | Andi, líf, hjarta, sál - Pubblicato: 25 giugno 2021 - Etichetta: Trúpí, Sony Denmark A/S - Formato: Download digitale, streaming | 1           | 4 768 | - ISL: Oro     |
| 2024                                                         | Þegar ég segi Monní - Pubblicato: 19 settembre 2024 - Etichetta: Trúpí, Sony Denmark A/S - Formato: Download digitale, streaming | 1           | 1 643 |                |
| "—" indica una pubblicazione non classificata in quel paese. | |             |       |                |

## Singoli

### Come artista principale
| Anno                                                         | Titolo                                    | Classifiche | Unità  | Album di provenienza   |
| Anno                                                         | Titolo                                    | ISL         | Unità  | Album di provenienza   |
| ------------------------------------------------------------ | ----------------------------------------- | ----------- | ------ | ---------------------- |
| 2016                                                         | Með mér                                   | —           |        | /                      |
| 2016                                                         | Lítur vel út                              | —           | 4 988  | /                      |
| 2017                                                         | Óþekk                                     | —           |        | /                      |
| 2017                                                         | Geri ekki neitt (feat. Unnsteinn)         | 8           | 6 555  | /                      |
| 2018                                                         | Aldrei heim                               | 3           | 10 978 | Trúpíter               |
| 2018                                                         | Chuggedda (feat. Bergur Leó)              | 23          | 6 364  | /                      |
| 2018                                                         | Vay                                       | 20          |        | /                      |
| 2019                                                         | Allt það sem ég var                       | 4           | 9 121  | /                      |
| 2019                                                         | Hingað þangað (con Friðrik Dór)           | 5           |        | /                      |
| 2021                                                         | Flýg upp                                  | 1           | 14 025 | Andi, líf, hjarta, sál |
| 2022                                                         | Aldrei toppað (con gli FM95BLÖ)           | 4           | 4 789  | /                      |
| 2022                                                         | Morgunsólin                               | 20          |        | /                      |
| 2023                                                         | Bakka ekki út (con Birnir)                | 3           | 8 311  | /                      |
| 2023                                                         | 24                                        | —           |        | /                      |
| 2024                                                         | Monní                                     | 1           |        | Þegar ég segi Monní    |
| 2024                                                         | Sólinni (con Daniil)                      | 4           |        | Brat                   |
| 2025                                                         | Ljósin kvikna (con Alaska1867 e Þormóður) | 4           |        | /                      |
| "—" indica una pubblicazione non classificata in quel paese. |                                           |             |        |                        |

### Come artista ospite
| Anno                                                         | Titolo                                                              | Classifiche | Unità | Album di provenienza |
| Anno                                                         | Titolo                                                              | ISL         | Unità | Album di provenienza |
| ------------------------------------------------------------ | ------------------------------------------------------------------- | ----------- | ----- | -------------------- |
| 2017                                                         | Joey Cypher (Joey Christ feat. Herra Hnetusmjör, Aron Can & Birnir) | —           | 9 949 | Joey                 |
| 2018                                                         | Feimin(n) (Bríet feat. Arro & Aron Can)                             | —           |       | /                    |
| 2018                                                         | Eina sem ég vil (ClubDub e Ratio feat. Aron Can)                    | —           |       | /                    |
| 2021                                                         | F.C.K (Birnir feat. Aron Can)                                       | 8           | 4 752 | Bushido              |
| "—" indica una pubblicazione non classificata in quel paese. |                                                                     |             |       |                      |

## Altri brani entrati in classifica
| Anno | Titolo                        | Classifiche | Album di provenienza   |
| Anno | Titolo                        | ISL         | Album di provenienza   |
| ---- | ----------------------------- | ----------- | ---------------------- |
| 2021 | Sveif                         | 14          | Andi, líf, hjarta, sál |
| 2021 | Hvað með það                  | 23          | Andi, líf, hjarta, sál |
| 2021 | Blessun eða bölvun            | 20          | Andi, líf, hjarta, sál |
| 2021 | Varlega (feat. Unge Ferrari)  | 18          | Andi, líf, hjarta, sál |
| 2021 | Blessun eða bölvun            | 20          | Andi, líf, hjarta, sál |
| 2021 | Blindar götur                 | 7           | Andi, líf, hjarta, sál |
| 2021 | Var þetta þá rétt             | 25          | Andi, líf, hjarta, sál |
| 2021 | Pillur og pain (feat. Birnir) | 17          | Andi, líf, hjarta, sál |
| 2021 | Sjúkur                        | 27          | Andi, líf, hjarta, sál |
| 2021 | Sofna                         | 29          | Andi, líf, hjarta, sál |
| 2021 | Wá                            | 32          | Andi, líf, hjarta, sál |
| 2021 | Glasið (feat. GDRN)           | 35          | Andi, líf, hjarta, sál |
| 2024 | Poppstirni                    | 4           | Þegar ég segi Monní    |
| 2024 | Tárin mín                     | 9           | Þegar ég segi Monní    |
| 2024 | Stórir stafir                 | 16          | Þegar ég segi Monní    |
| 2024 | Alltaf mín - Interlude        | 19          | Þegar ég segi Monní    |
| 2024 | Upp á nýtt (feat. Daniil)     | 5           | Þegar ég segi Monní    |
| 2024 | Bambi                         | 12          | Þegar ég segi Monní    |
| 2024 | Restin af þeim                | 21          | Þegar ég segi Monní    |
| 2024 | Eiga ekki breik               | 22          | Þegar ég segi Monní    |
| 2024 | Stutt pils, hlýrabolur '22    | 24          | Þegar ég segi Monní    |
| 2024 | Squadiđ                       | 18          | Þegar ég segi Monní    |
| 2025 | Vopn (con Birnir)             | 4           | Dyrnar                 |